# 瓦尔哈拉神殿

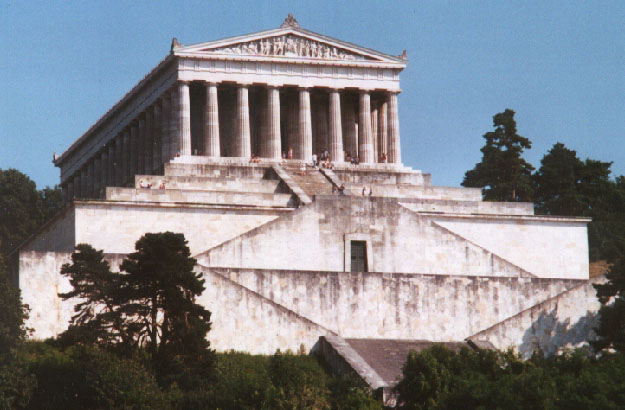
从多瑙河上看瓦尔哈拉神殿

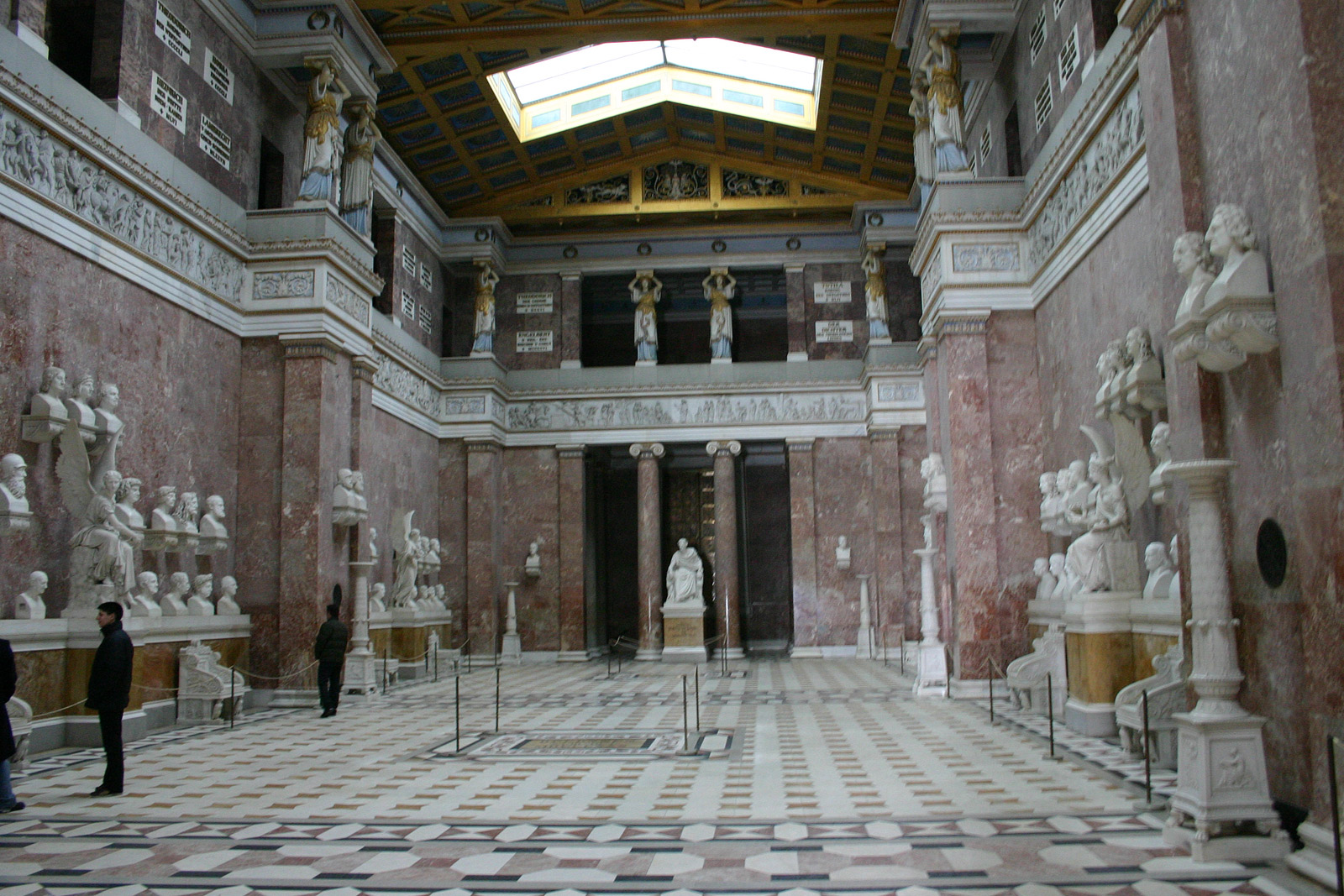
大厅内部

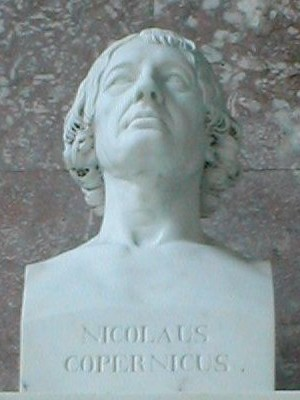
尼古拉·哥白尼

瓦尔哈拉神殿（Walhalla）是名人堂，用於纪念“值得赞扬和尊敬的德国人”，並包括“德语圈的歷史名人：政治家、君主、科学家和艺术家”。新古典主义建筑，位于德国巴伐利亚州雷根斯堡以东的多瑙河畔。有志德意志大一統的巴伐利亚王储路德维希一世构思於1807年，即位後，1830年到1842年間交建筑师萊奧·馮·克倫策督建。
神殿內有65块牌匾和130人的半身像，上下历史二千餘年，其中最早的是公元9年在条顿堡森林战役中获胜的阿米尼乌斯。命名典故源於北歐神話中的英靈殿。

## 纪念牌匾
纪念牌匾是为了那些没有留下任何画像或描述来进行雕塑的名人。其时间跨度从阿米尼乌斯（出生于公元前17年）到钟表匠彼得·海萊恩（1542年去世）。2003年，增加了一块牌匾，以纪念知名的和不知名的抵抗纳粹的德国斗士。
1. 亚拉里克一世 - 西哥特国王
2. 大阿尔伯特 - 哲学家、神学家
3. 阿尔博因 - 伦巴第国王
4. 阿佛列大帝 - 英格兰国王
5. 克洛维一世 - 法兰克国王
6. 阿努尔夫一世 - 巴伐利亚公爵
7. 腓特烈三世 - 奧地利公爵
8. 亨利三世 - 神圣罗马帝国皇帝
9. 查理曼 - 神圣罗马帝国的建立者
10. 狄奥多里克大帝 - 东哥特王国国王

### 半身像

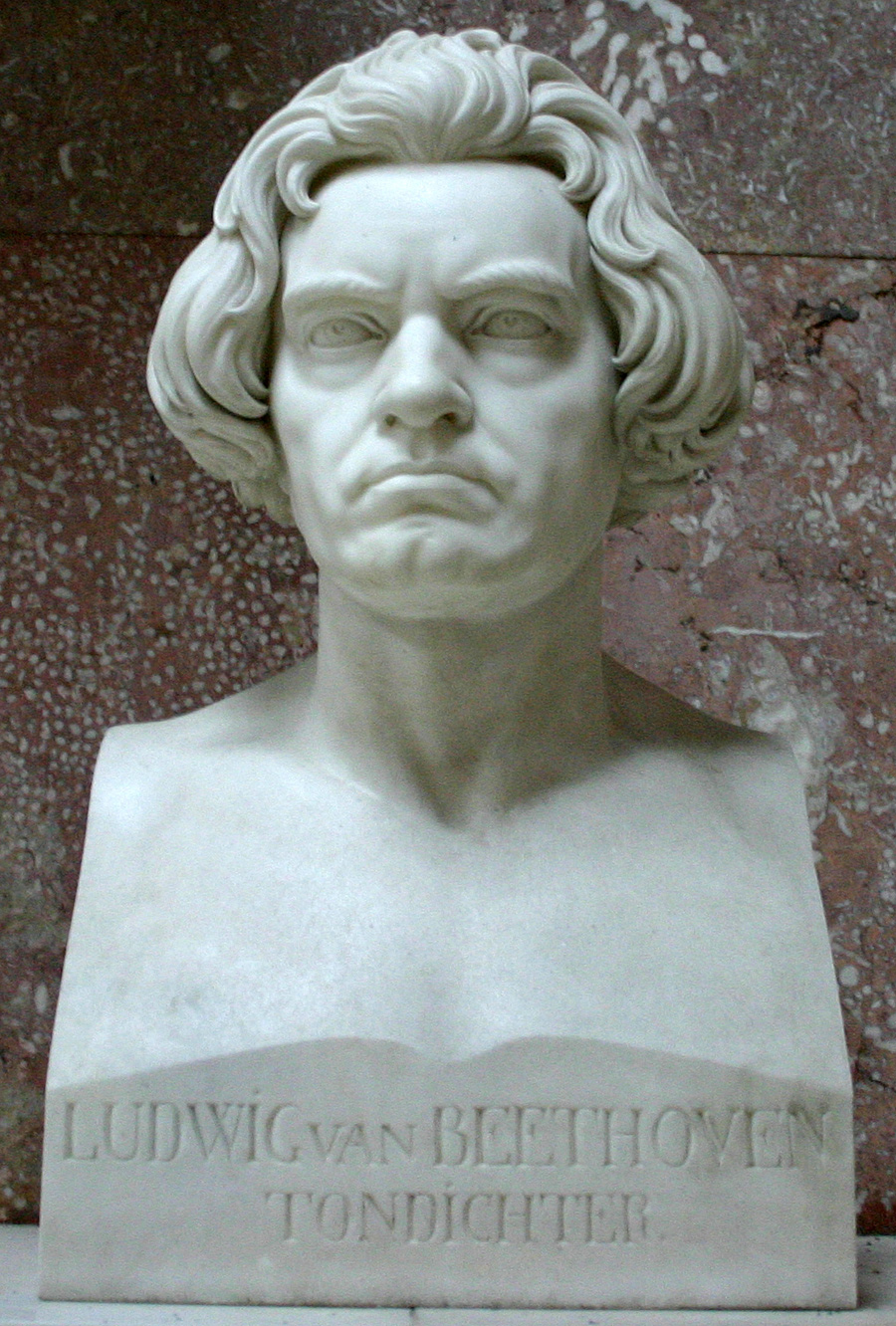
路德维希·范·贝多芬，作曲家

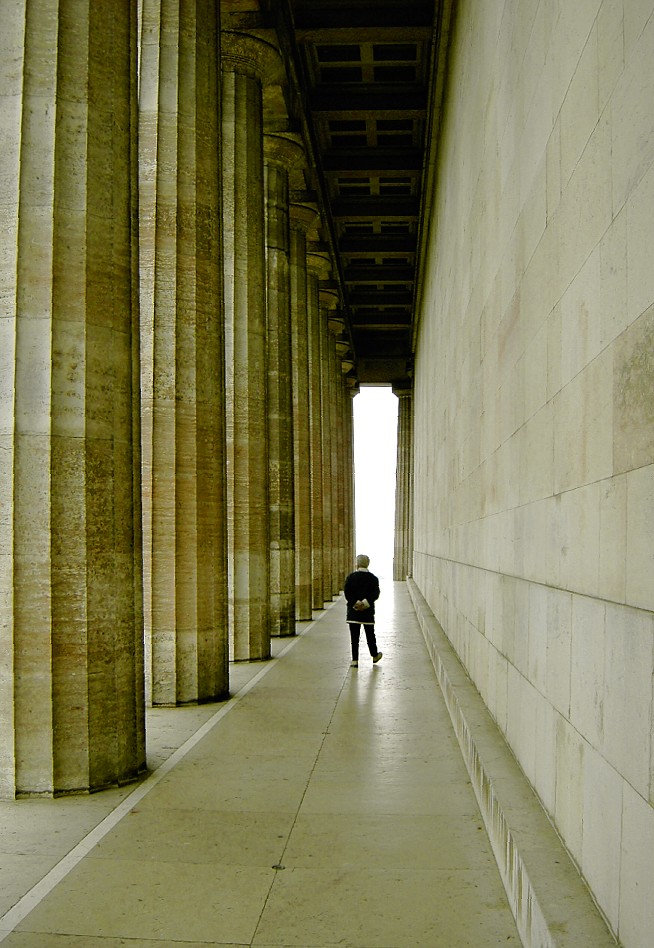
柱廊

#### 1847年以前
1. 奥古斯特二世（强力王） – 萨克森选帝侯、波兰国王
2. 米哈伊尔·博格达诺维奇·巴克莱·德托利 – 俄国陆军元帅
3. 路德维希·范·贝多芬 – 德国作曲家
4. 阿尔布雷希特·丢勒 – 画家
5. 格奥尔格·弗里德里希·亨德尔 – 德国作曲家
6. 约瑟夫·海顿 – 奥地利作曲家
7. 狮子亨利 – 萨克森公爵、巴伐利亚公爵
8. 亨利一世（捕鸟者） – 萨克森公爵、德意志国王
9. 小汉斯·霍尔拜因 – 德国画家
10. 伊曼努尔·康德 – 德国哲学家
11. 卡尔十世·古斯塔夫 – 瑞典国王
12. 叶卡捷琳娜二世 – 俄国女沙皇
13. 约翰内斯·开普勒 – 德国数学家、天文学家
14. 康拉德二世 – 神圣罗马帝国皇帝
15. 尼古拉·哥白尼 – 出生在托伦[2]，推翻了托勒密学说
16. 戈特弗里德·莱布尼茨 – 德国哲学家、数学家
17. 戈特霍尔德·埃夫莱姆·莱辛 – 德国诗人
18. 尤斯图斯·冯·李比希 – 德国化学家
19. 阿尔布雷赫特·冯·华伦斯坦 – 三十年战争中波西米亚军事领袖
20. 沉默的威廉 – 八十年战争中带领荷兰从西班牙独立的领袖
21. 温克尔曼 – 德国考古学家与艺术学家
22. 新生铎夫 – 德国宗教和社会改革家，摩拉维亚弟兄会领袖
23. 格布哈德·列博萊希特·馮·布呂歇爾 – 普魯士元帥

#### 1847年以后增加

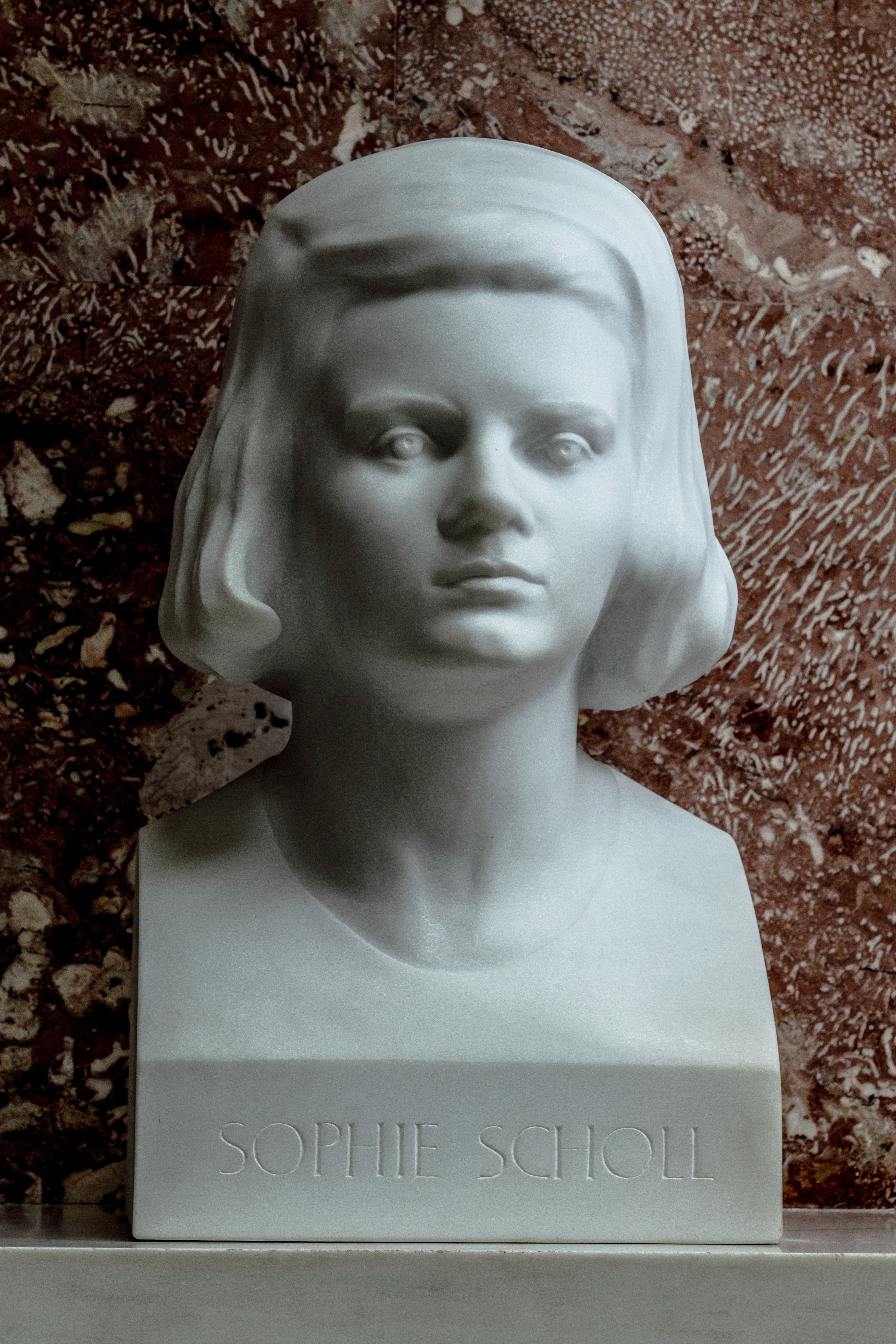
蘇菲·蕭爾 反纳粹烈士，“白玫瑰”抵抗组织成员。

1. 马丁·路德 (1848) – 宗教改革领袖，将圣经翻译成德文
2. 约瑟夫·拉德茨基·冯·拉德茨 – 波西米亚军事领袖
3. 威廉一世 (1898) – 德国皇帝
4. 奥托·冯·俾斯麦 – 普鲁士和德意志帝国首相
5. 理查德·瓦格纳 (1913) – 德国歌剧作曲家
6. 约翰·塞巴斯蒂安·巴赫 (1916) – 作曲家
7. 弗朗茨·舒伯特 (1928) – 奥地利作曲家
8. 安东·布鲁克纳 (1937) – 奥地利作曲家
9. 马克斯·雷格 (1948) – 德国作曲家
10. 阿尔伯特·爱因斯坦 (1990) – 物理学家
11. 康拉德·阿登纳 (1999) – 西德第一任总理
12. 约翰内斯·勃拉姆斯 (2000) - 作曲家
13. 苏菲·绍尔 (2003) - 反对纳粹的抵抗分子[3]
14. 卡尔·弗里德里希·高斯 (2007) – 数学家、天文学家、物理学家
15. 海因里希·海涅 (2009)